# Giro del Friuli 1977
Il Giro del Friuli 1977, quarta edizione della corsa, si svolse il 10 settembre 1977 su un percorso di 222 km, con partenza da Forni di Sopra e arrivo a Pordenone. La vittoria fu appannaggio dell'italiano Giuseppe Saronni, che completò il percorso in 6h09'26", alla media di 36,055 km/h, precedendo i connazionali Walter Riccomi e Angelo Tosoni.

## Ordine d'arrivo (Top 10)
| Pos. | Corridore           | Squadra            | Tempo    |
| ---- | ------------------- | ------------------ | -------- |
| 1    | Giuseppe Saronni    | Scic Colnago       | 6h09'26" |
| 2    | Walter Riccomi      | Scic Colnago       | a 3'41"  |
| 3    | Angelo Tosoni       | GBC                | s.t.     |
| 4    | Bernt Johansson     | Fiorella Mocassini | s.t.     |
| 5    | Wladimiro Panizza   | Scic Colnago       | s.t.     |
| 6    | Giovanni Battaglin  | Jollj Ceramica     | s.t.     |
| 7    | Leonardo Mazzantini | Zonca-Santini      | s.t.     |
| 8    | Luciano Loro        | GBC                | s.t.     |
| 9    | Pierino Gavazzi     | Jollj Ceramica     | a 6'01"  |
| 10   | Giuseppe Martinelli | Jollj Ceramica     | s.t.     |